# NGC 7609
NGC 7609 é uma galáxia elíptica (E-S0) localizada na direcção da constelação de Pegasus. Possui uma declinação de +09° 30' 31" e uma ascensão recta de 23 horas, 19 minutos e 30,0 segundos.
A galáxia NGC 7609 foi descoberta em 5 de Outubro de 1864 por Albert Marth.